# Chat Trakan (huyện)
Chat Trakan (tiếng Thái: ชาติตระการ) là huyện (amphoe) cực bắc thuộc tỉnh Phitsanulok, phía bắc Thái Lan.

## Lịch sử
Mueang Chat Trakan là một thành phố cổ cùng thời với Mueang Nakhon Thai. Ban đầu thuộc huyện Nakhon Thai, đơn vị này đã được lập thành tiểu huyện (King Amphoe) ngày 1 tháng 5 năm 1969, bao gồm hai tambon Chat Trakan và Pa Daeng. Đơn vị này đã được nâng cấp thành huyện ngày 1 tháng 4 năm 1974.

## Địa lý
Các huyện giáp ranh (từ phía đông nam theo chiều kim đồng hồ): Na Haeo thuộc tỉnh Loei, Nakhon Thai, Wang Thong, Wat Bot thuộc tỉnh Phitsanulok, Thong Saen Khan và Nam Pat thuộc tỉnh Uttaradit. Phía đông là tỉnh Xaignabouli của Lào.
Chat Trakan nằm trong khu vực sông Nan, một bộ phận của sông Chao Phraya. Các sông Khwae Noi, Kap (tiếng Thái: ลำน้ำคับ), Phak (tiếng Thái: ลำน้ำภาค) và Kleung (tiếng Thái: ลำน้ำคลึง) cũng chảy qua huyện này.
Vườn quốc gia Namtok Chat Trakan nằm ở huyện Chat Trakan.

## Hành chính
Huyện này được chia thành 6 phó huyện (tambon), các đơn vị này lại được chia ra thành 72 làng (muban). Thị trấn (thesaban tambon) Pa Daeng nằm trên một phần của tambon Pa Daeng và Tha Sakae. Có 6 tổ chức hành chính tambon.
| STT | Tên         | Tên tiếng Thái | Số làng | Dân số |  |
| --- | ----------- | -------------- | ------- | ------ |  |
| 1.  | Pa Daeng    | ป่าแดง          | 12      | 7.774  |  |
| 2.  | Chat Trakan | ชาติตระการ      | 9       | 4.608  |  |
| 3.  | Suan Miang  | สวนเมี่ยง        | 10      | 5.559  |  |
| 4.  | Ban Dong    | บ้านดง          | 10      | 7.809  |  |
| 5.  | Bo Phak     | บ่อภาค          | 16      | 7.751  |  |
| 6.  | Tha Sakae   | ท่าสะแก         | 15      | 5.145  |  |

## Đền chùa
Có 36 chùa ở huyện Chat Trakan.